# Kleindenkmal Langer Stein

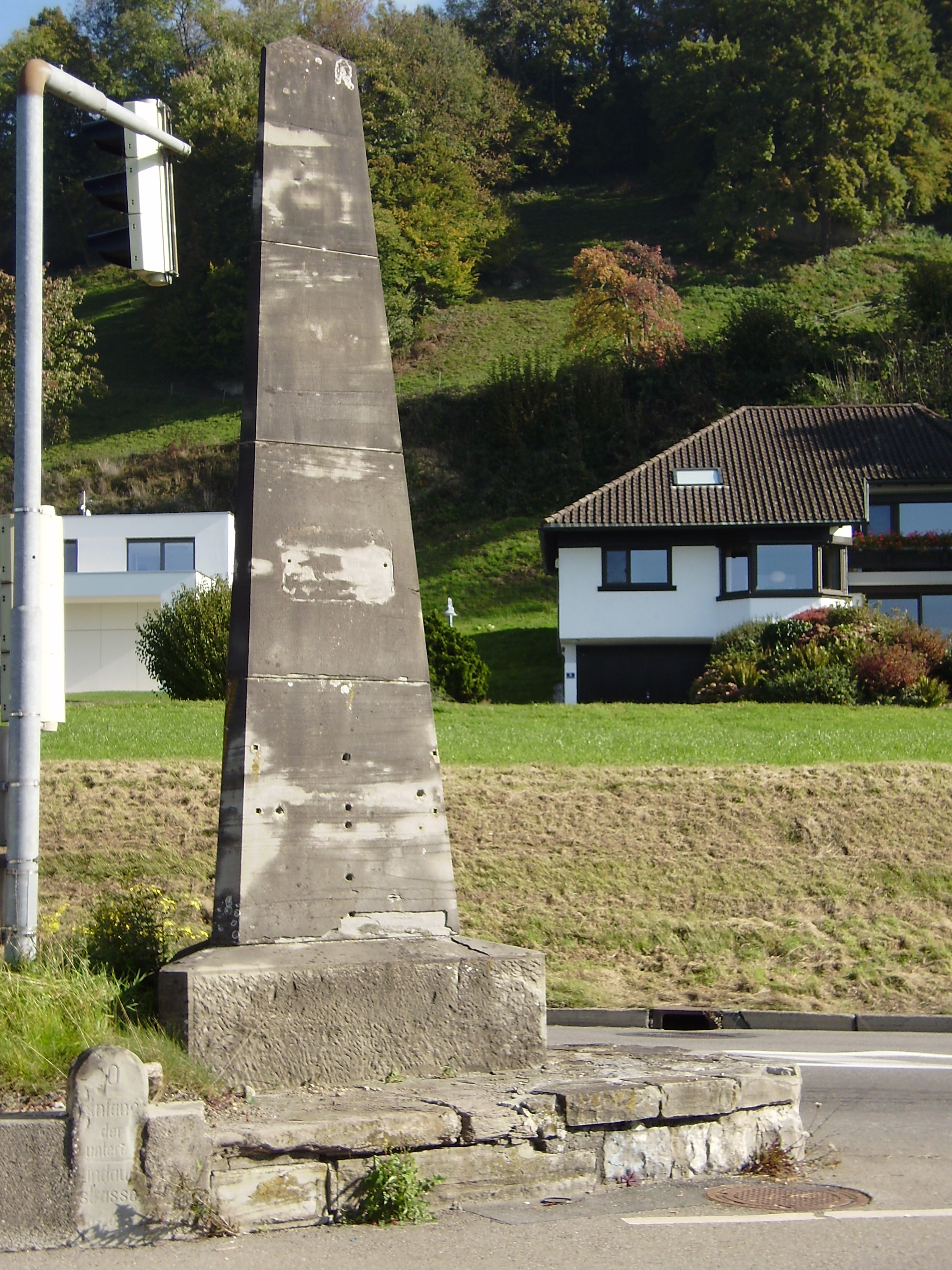
Das Kleindenkmal von Westen

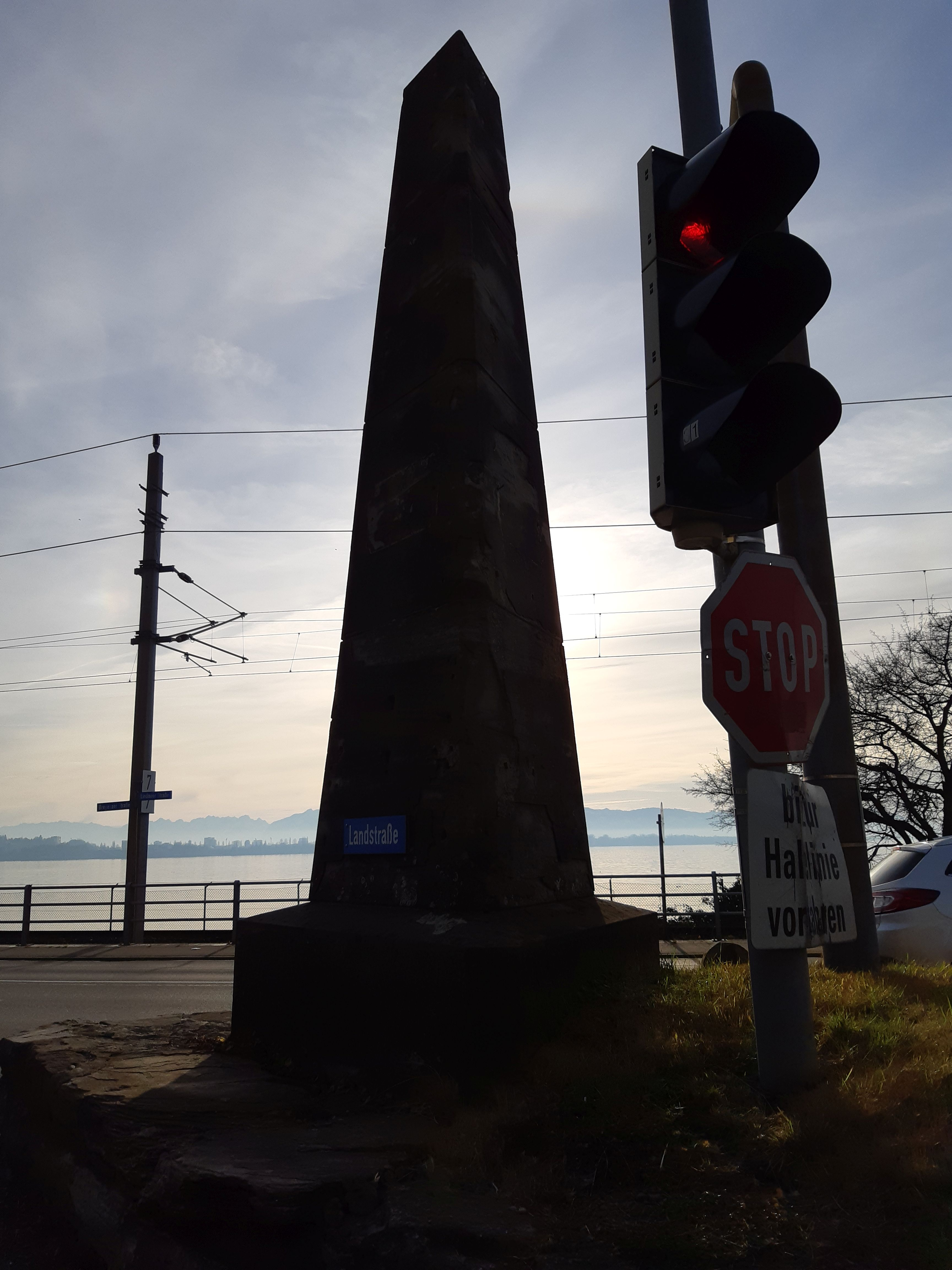

Der Lange Stein ist ein ehemaliger Wegweiser am Bodensee in der Gemeinde Lochau (Vorarlberg, Österreich), der in der heutigen Form 1899 neu errichtet wurde. Der Obelisk steht unter Denkmalschutz (Listeneintrag). Bereits 1849 bestand hier eine etwas breitere Sandsteinpyramide.

## Funktion
Es handelt sich bei diesem Kleindenkmal um eine Erinnerungsstele und Wegweiser, wobei die Funktion als Wegweiser aktuell (2020) nicht mehr gegeben ist. Die früher hier angebrachten Wegweiser (z. B. über Lochau nach Kempten) fehlen. Eine Inschrift über die Entstehung des Langen Steins fehlt am Kleindenkmal.

## Lage
Der Obelisk steht im spitzen Winkel der Einmündung der Landstraße (Landesstraße L1) in die Lindauer bzw. Bregenzer Straße (Bundesstraße 190) und ist sowohl von der Straße auch als auch vom Bodensee gut zu sehen.

## Ausführung
Das Kleindenkmal hat einen dreieckigen Sockel mit einer Seitenlänge von rund 195 cm. Darauf ist ein dreieckiger, etwa fünf Meter hoher Steinobelisk aufgesetzt, welcher an der Basis eine Seitenlänge von 125 cm hat.